# Champlan
Champlan – miejscowość i gmina we Francji, w regionie Île-de-France, w departamencie Essonne.
Według danych na rok 1990 gminę zamieszkiwało 2491 osób, a gęstość zaludnienia wynosiła 677 osób/km² (wśród 1287 gmin regionu Île-de-France Champlan plasuje się na 441. miejscu pod względem liczby ludności, natomiast pod względem powierzchni na miejscu 773.).